# EV10 Oostzeeroute
De Oostzeeroute (Baltic Sea Cycle Route) is een geheel bewegwijzerde lusvormige fietsroute van zo'n 9150 kilometer lang. De route maakt deel uit van het EuroVelo-netwerk van de European Cyclists' Federation, en is opgezet met financiering vanuit een Interreg-programma van de Europese Unie. Het type bewegwijzering verschilt van land tot land omdat gebruik wordt gemaakt van nationale netten van langeafstandsfietsroutes. 
De route gaat door de volgende landen en gebieden: Zweden (landelijke routes Sydkustleden, Sydostleden), Finland, Rusland, Estland, Letland, Litouwen, Polen, Duitsland (landelijke route D2 - Oostzeeroute) en Denemarken (landelijke routes N8 - Baltische Route, N9 - Gedser-Helsingør en N10 - Rond Bornholm). 
De route verbindt de landen rond de Oostzee met elkaar.
Onderweg zijn er veel bezienswaardigheden. Voor gidsen en toelichtingen moet gebruikgemaakt worden van het materiaal dat per land beschikbaar is. In sommige gevallen kan dat er toe leiden dat het alleen beschikbaar is in de taal van dat land. 